# Kareem Hatem Mersal
Kareem Hatem Mersal (Gaeta, 8 ottobre 2001) è un lunghista italiano.

## Biografia
Nato a Gaeta e cresciuto a Formia in provincia di Latina, figlio di Hatem Mersal, lunghista egiziano da 8,31 m e Francesca D’Andrea, ex ginnasta; quando ha pochi anni la famiglia si trasferisce in Egitto. Dopo gli studi liceali, nel settembre del 2020 va a studiare all'Università del Wyoming, laureandosi in chinesiologia.
Nel 2024 supera per la prima volta gli 8 metri. A giugno viene convocato per i campionati europei di Roma, dove non supera le qualificazioni nel salto in lungo.

## Progressione

### Salto in lungo
| Stagione | Misura    | Luogo            | Data      | Rank. Mond. |
| -------- | --------- | ---------------- | --------- | ----------- |
| 2024     | 8,02 m(i) | Colorado Springs | 19-1-2024 |             |
| 2023     | 7,83 m    | Clovis           | 12-5-2023 |             |
| 2022     | 7,87 m    | Fayetteville     | 25-5-2022 |             |
| 2021     | 7,56 m    | College Station  | 26-5-2021 |             |
| 2020     | 7,14 m(i) | Ancona           | 8-2-2020  |             |
| 2019     | 7,44 m    | Rieti            | 8-6-2019  |             |
| 2018     | 7,09 m    | Rieti            | 16-6-2018 |             |

## Palmarès
| Anno | Manifestazione | Sede  | Evento         | Risultato | Prestazione | Note  |
| ---- | -------------- | ----- | -------------- | --------- | ----------- | ----- |
| 2023 | Europei U23    | Espoo | Salto in lungo | 10º       | 7,11 m      | [ 2 ] |
| 2024 | Europei        | Roma  | Salto in lungo | 27º (q)   | 7,55 m      | [ 3 ] |

## Campionati nazionali
- 1 volta campione nazionale assoluto del salto in lungo (2024)
- 1 volta campione promesse del salto in lungo (2023)

2018
- Argento ai campionati italiani allievi (Rieti), salto in lungo - 7,09 m

2019
- Bronzo ai campionati italiani juniores indoor (Ancona), salto in lungo - 7,35 m
- Argento ai campionati italiani juniores (Rieti), salto in lungo - 7,44 m

2020
- 4º ai campionati italiani juniores indoor (Ancona), salto in lungo - 7,14 m
- Argento ai campionati egiziani promesse (Il Cairo), salto in lungo - 7,09 m

2021
- 5º ai campionati italiani assoluti (Rovereto), salto in lungo - 7,41 m

2023
- Oro ai campionati italiani promesse (Agropoli), salto in lungo - 7,94 m
- Argento ai campionati italiani assoluti (Molfetta), salto in lungo - 7,69 m

2024
- Oro ai campionati italiani assoluti (La Spezia), salto in lungo - 7,89 m